# Мосс-Пойнт (Міссісіпі)
Мосс-Пойнт (англ. Moss Point) — місто (англ. city) в США, в окрузі Джексон штату Міссісіпі. Населення — 12 147 осіб (2020).

## Географія
Мосс-Пойнт розташований за координатами 30°25′30″ пн. ш. 88°31′46″ зх. д. / 30.42500° пн. ш. 88.52944° зх. д. (30.425002, -88.529373).  За даними Бюро перепису населення США в 2010 році місто мало площу 68,83 км², з яких 62,56 км² — суходіл та 6,27 км² — водойми.

### Клімат
Місто знаходиться у зоні, котра характеризується вологим субтропічним кліматом. Найтепліший місяць — липень із середньою температурою 27.6 °C (81.7 °F). Найхолодніший місяць — січень, із середньою температурою 10.9 °С (51.6 °F).
| Клімат Мосс-Пойнта      | Клімат Мосс-Пойнта | Клімат Мосс-Пойнта | Клімат Мосс-Пойнта | Клімат Мосс-Пойнта | Клімат Мосс-Пойнта | Клімат Мосс-Пойнта | Клімат Мосс-Пойнта | Клімат Мосс-Пойнта | Клімат Мосс-Пойнта | Клімат Мосс-Пойнта | Клімат Мосс-Пойнта | Клімат Мосс-Пойнта | Клімат Мосс-Пойнта |
| Показник                | Січ.               | Лют.               | Бер.               | Квіт.              | Трав.              | Черв.              | Лип.               | Серп.              | Вер.               | Жовт.              | Лист.              | Груд.              | Рік                |
| Абсолютний максимум, °C | 26,7               | 26,7               | 29,4               | 33,9               | 36,7               | 38,3               | 40                 | 38,9               | 37,8               | 33,9               | 31,7               | 27,2               | 40                 |
| Середній максимум, °C   | 15,9               | 17,4               | 20,6               | 24,3               | 28,1               | 31,1               | 32,1               | 32,1               | 30,4               | 26,4               | 21,1               | 17,1               | 24,7               |
| Середня температура, °C | 10,9               | 12,2               | 15,6               | 19,4               | 23,4               | 26,6               | 27,6               | 27,5               | 25,6               | 20,7               | 15,4               | 11,8               | 19,7               |
| Середній мінімум, °C    | 5,8                | 7                  | 10,6               | 14,6               | 18,7               | 22,1               | 23,2               | 22,9               | 20,7               | 14,9               | 9,8                | 6,6                | 14,7               |
| Абсолютний мінімум, °C  | −14,4              | −11,1              | −5,6               | 0                  | 5                  | 10,6               | 15,6               | 14,4               | 6,7                | −0,6               | −5                 | −14,4              | −14,4              |
| Норма опадів, мм        | 119                | 122                | 141                | 123                | 114                | 131                | 176                | 176                | 173                | 100                | 103                | 115                | 1592               |
| Днів з опадами          | 8                  | 8                  | 8                  | 6                  | 6                  | 8                  | 11                 | 11                 | 8                  | 5                  | 6                  | 8                  | 93                 |
| ----------------------- | ------------------ | ------------------ | ------------------ | ------------------ | ------------------ | ------------------ | ------------------ | ------------------ | ------------------ | ------------------ | ------------------ | ------------------ | ------------------ |
| Джерело: Weatherbase    |                    |                    |                    |                    |                    |                    |                    |                    |                    |                    |                    |                    |                    |

## Демографія
Згідно з переписом 2010 року, у місті мешкали 13 704 особи в 5327 домогосподарствах у складі 3662 родин. Густота населення становила 199 осіб/км².  Було 6194 помешкання (90/км²).
Расовий склад населення:
| - 73,6 % — чорних або афроамериканців - 23,9 % — білих - 0,4 % — азіатів - 0,2 % — корінних американців |

До двох чи більше рас належало 1,1 %. Частка іспаномовних становила 1,9 % від усіх жителів.
За віковим діапазоном населення розподілялося таким чином: 21,9 % — особи молодші 18 років, 62,1 % — особи у віці 18—64 років, 16,0 % — особи у віці 65 років та старші. Медіана віку мешканця становила 42,5 року. На 100 осіб жіночої статі у місті припадало 93,1 чоловіків;  на 100 жінок у віці від 18 років та старших — 89,1 чоловіків також старших 18 років.
Середній дохід на одне домашнє господарство  становив 45 256 доларів США (медіана — 34 831), а середній дохід на одну сім'ю — 55 536 доларів (медіана — 43 889). Медіана доходів становила 41 801 долар для чоловіків та 30 567 доларів для жінок. За межею бідності перебувало 21,6 % осіб, у тому числі 26,1 % дітей у віці до 18 років та 12,0 % осіб у віці 65 років та старших.
Цивільне працевлаштоване населення становило 4982 особи. Основні галузі зайнятості: виробництво — 27,6 %, освіта, охорона здоров'я та соціальна допомога — 26,5 %, мистецтво, розваги та відпочинок — 10,9 %, роздрібна торгівля — 10,3 %.